# Große Remonstranz

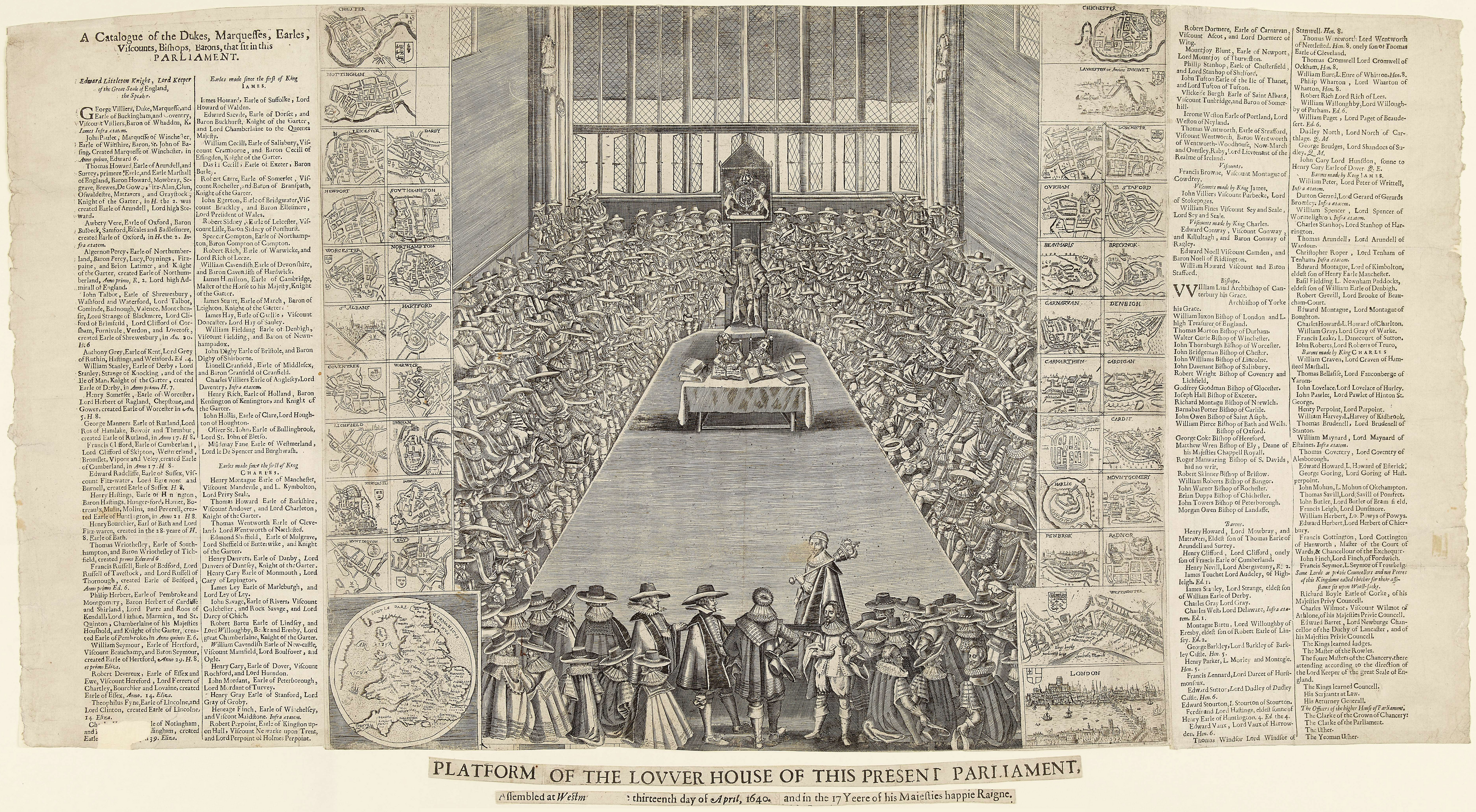
Karl I. im Langen Parlament

Die Große Remonstranz (engl. Grand Remonstrance) war eine Beschwerdeschrift des englischen Unterhauses, des so genannten Langen Parlaments, gegen die Regierung König Karls I., die am 23. November 1641 verabschiedet wurde und einer der auslösenden Faktoren des Englischen Bürgerkriegs werden sollte.

## Inhalt und Bedeutung
In 204 Artikeln listete die Remonstranz alle Verfehlungen auf, die aus Sicht des Parlaments von der Regierung König Karls seit ihrem Antritt im Jahr 1625 begangen worden waren, sowie die daraus folgenden Forderungen. Zu diesen gehörte erstmals in der Geschichte Englands die Forderung nach einer parlamentarischen Kontrolle der Regierung.
Der Initiator der Remonstranz, der Unterhausabgeordnete John Pym, unterstützt von  John Hampden und Oliver Cromwell, beabsichtigte, mit ihrer Verabschiedung das Parlament in seinem Machtkampf mit dem König zu einigen und die öffentliche Meinung auf dessen Seite zu bringen. Stattdessen aber spaltete die Debatte über das Dokument das Unterhaus, das dem König bis dahin stets als geschlossene Körperschaft gegenübergetreten war, in eine königstreue und eine revolutionäre Partei.
Nach einer hitzig geführten Debatte, die vom Mittag des 22. November bis in die frühen Morgenstunden des nächsten Tages dauerte, wurde das Dokument nur mit der knappen Mehrheit von 159 zu 148 Stimmen angenommen. Es hatte sich gezeigt, dass viele Abgeordnete zwar die Beschwerdeliste, nicht aber die von ihren Verfassern gezogene Konsequenz unterstützten, die Forderung nach einer parlamentarischen Kontrolle der königlichen Regierung. Sie betrachteten die Exekutivgewalt weiterhin als eine vom göttlichen Recht geschützte Prärogative der Krone.
In der Abstimmung wurde also erstmals die genaue Bruchlinie zwischen den Parteien erkennbar, die sich wenige Monate später im Englischen Bürgerkrieg gegenüberstehen sollten. Das Dokument wurde zum Manifest der revolutionär gesinnten Mitglieder des Hauses, die im Königtum keine von Gott legitimierte Institution, sondern ein von Menschen verliehenes Amt sahen. Die Große Remonstranz steht damit am Beginn des Prozesses, in dem sich bis zum Ende des 17. Jahrhunderts die Parteien der Whigs und der Tories herausbildeten und an deren Ende die parlamentarische Monarchie stand, wie sie in England bis heute existiert.

## Reaktion des Königs und politische Folgen
König Karl weigerte sich, den Forderungen der Parlamentsmehrheit nachzukommen. Stattdessen erschien er am 4. Januar 1642 mit 400 Bewaffneten im Unterhaus, um fünf Abgeordnete, unter ihnen Pym, Hampden und Arthur Haselrig, die sich für die Große Remonstranz starkgemacht hatten, wegen Hochverrats zu verhaften. Dies missglückte jedoch, da die Abgeordneten kurz zuvor geflohen waren. Das gewaltsame Vorgehen des Königs, das als versuchter Staatsstreich und schwerwiegender Verstoß gegen die geltende Verfassungsordnung gesehen wurde,  brachte die  Bevölkerung Londons gegen ihn auf. Karl I. sah sich gezwungen, aus der Stadt zu fliehen und sein Hauptquartier nach York zu verlegen. Er wie auch die Mehrheit des Parlaments bereiteten sich nun auf eine gewaltsame Lösung ihres Konflikts vor. Im Frühjahr 1642 begann der Bürgerkrieg.